# كدغويث (كورنوال)
كدغويث (بالإنجليزية: Cadgwith)‏ هي قرية تقع في المملكة المتحدة في كورنوال.